# Coenonympha szechwana
Coenonympha szechwana är en fjärilsart som beskrevs av Bang-haas 1934. Coenonympha szechwana ingår i släktet Coenonympha och familjen praktfjärilar. Inga underarter finns listade i Catalogue of Life.